# Aligote
Aligote, bijela sorta grožđa, najčešće se sadi u Burgundiji, te nekim istočnijim Europskim zemljama, kao što su Rumunjska i Bugarska. Ta sorta je manje cijenjena od Chardonnaya, ali daje vrlo pitko i lagano vino, koje je najbolje piti vrlo mlado.
Sinonimi naziva sorte Aligote su: Aligote bijeli, Aligoté, Alligotay, Blanc de Troyes, Carcairone Blanc, Carcarone, Carchierone, Chaudenet Gras, Giboudot Blanc, Griset Blanc, Mukhranuli, Pistone, Plant de Trois Raisins, Plant de Trois, Plant Gris, Troyen Blanc, Vert Blanc

## Vanjske poveznice
- Mali podrum  Arhivirana inačica izvorne stranice od 28. rujna 2007. (Wayback Machine) - Aligote; hrvatska vina i proizvođači